# Ібраїм Мбає
Ібраї́м Мбає́ (фр. Ibrahim Mbaye; нар. 24 січня 2008, Трапп) — французький футболіст, нападник клубу «Парі Сен-Жермен».

## Клубна кар'єра
Почав займатися футболом в командах «Гюянкур» і «Версаль», а 2018 року приєднався до академії клубу «Парі Сен-Жермен» у віці 10 років. В складі команди до 19 років став переможцем юнацький чемпіонату Франції в сезоні 2023-24.
16 серпня 2024 року дебютував у професіональному футболі в матчі Ліги 1 проти «Гавра», вийшовши в стартовому складі. Таким чином він став 509-им футболістом в історії «Парі Сен-Жермен», а також наймолодшим гравцем (16 років, 6 місяців і 23 дні), що вийшов на поле з перших хвилин, перевершивши попереднє досягнення Воррена Заїр-Емері (16 років, 9 місяців і 29 днів).
7 лютого 2025 року підписав з «Парі Сен-Жермен» свій перший професіональний контракт, що розрахований до літа 2027 року. 29 березня в матчі Ліги 1 проти «Сент-Етьєна» забив свій перший гол у професіональній кар'єрі. У віці 17 років і 64 днів став третім наймолодшим бомбардиром клубу в Лізі 1 після Воррена Заїр-Емері (16 років і 330 днів) та Бартоломью Огбече (17 років і 55 днів). Окрім цього став другим наймолодшим автором голу в сезоні 2024–25 в топ-5 європейських чемпіонатах після Ламіна Ямаля (17 років і 42 дні) з «Барселони». В своєму дебютному сезоні допоміг «Парі Сен-Жермен» оформити «требл»: виграти Лігу 1 та здобути Кубок Франції, а також виграти Лігу чемпіонів УЄФА.
Влітку 2025 року виступав на Клубному чемпіонаті світу в США. На турнірі провів два матчі, а його команда дійшла до фіналу, де поступилась англійському «Челсі».

## Кар'єра в збірній
Народився у Франції, його мати марокканка, а батько — сенегалець. Виступав за збірні Франції до 16, до 17 і до 18 років.

## Статистика виступів
Станом на 13 серпня 2025 
| Клуб              | Сезон             | Чемпіонат         | Чемпіонат | Чемпіонат | Кубок | Кубок | Єврокубки | Єврокубки | Інші  | Інші | Всього | Всього |
| Клуб              | Сезон             | Дивізіон          | Матчі     | Голи      | Матчі | Голи  | Матчі     | Голи      | Матчі | Голи | Матчі  | Голи   |
| ----------------- | ----------------- | ----------------- | --------- | --------- | ----- | ----- | --------- | --------- | ----- | ---- | ------ | ------ |
| Парі Сен-Жермен   | 2024–25           | Ліга 1            | 9         | 1         | 1     | 0     | 0         | 0         | 2     | 0    | 13     | 1      |
| Парі Сен-Жермен   | 2025–26           | Ліга 1            | 0         | 0         | 0     | 0     | 0         | 0         | 1     | 0    | 1      | 0      |
| Всього за кар'єру | Всього за кар'єру | Всього за кар'єру | 9         | 1         | 1     | 0     | 0         | 0         | 3     | 0    | 14     | 1      |

1. ↑  Матчі на клубному чемпіонаті світу
2. ↑  Матчі в Суперкубку УЄФА

## Досягнення
«Парі Сен-Жермен»
- Чемпіон Франції: 2024–25[18]
- Володар Кубка Франції: 2024–25[19]
- Переможець Ліги чемпіонів УЄФА: 2024–25[20]
- Володар Суперкубка УЄФА: 2025[21]